# Clematis laxistrigosa
Clematis laxistrigosa är en ranunkelväxtart som först beskrevs av Wen Tsai Wang och M. C. Chang, och fick sitt nu gällande namn av Wen Tsai Wang. Clematis laxistrigosa ingår i släktet klematisar, och familjen ranunkelväxter. Inga underarter finns listade i Catalogue of Life.